# معسكر بيلزك للإبادة
بيلزك ( 

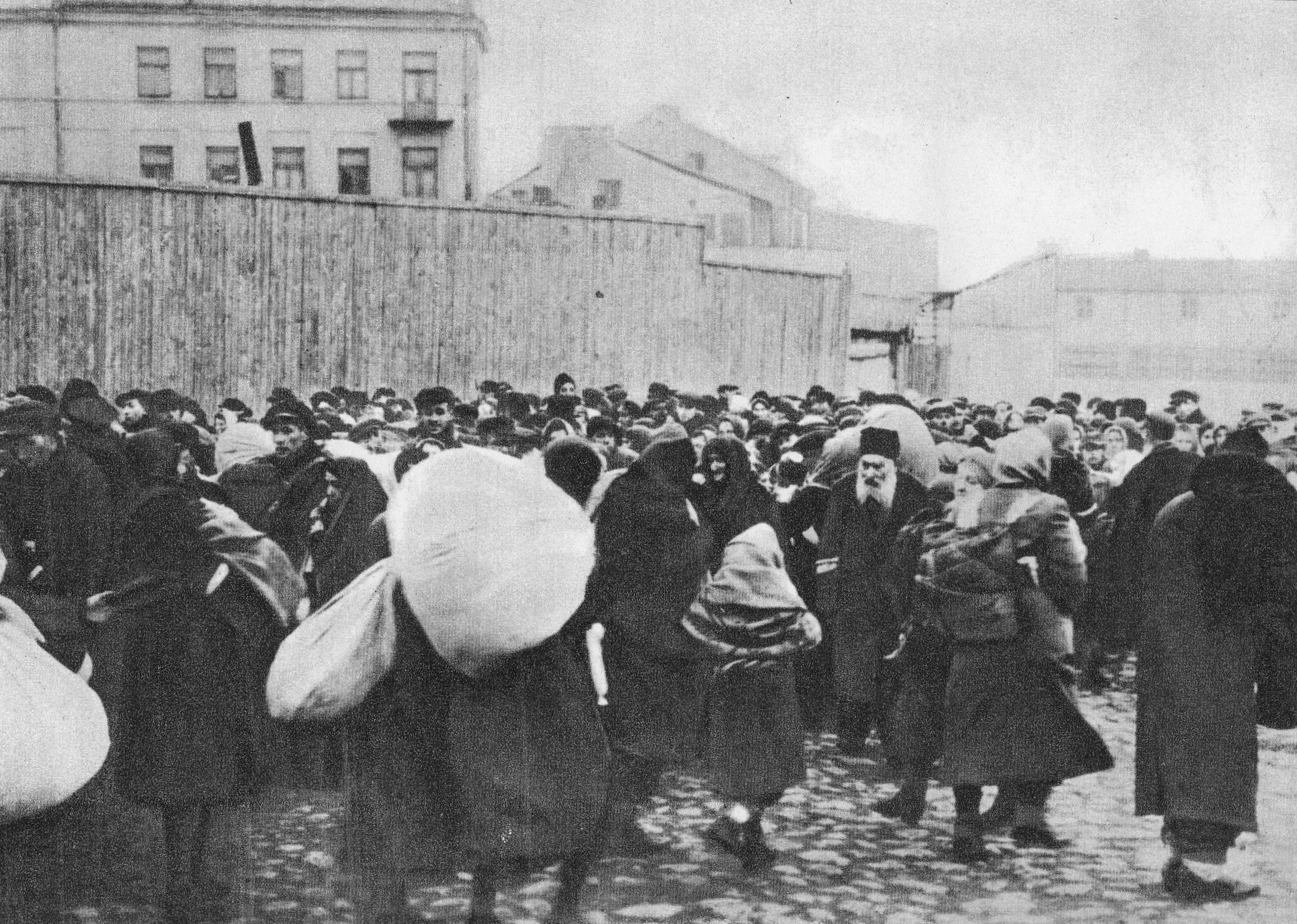
ترحيل اليهود إلى بيتيك من زاموي، أبريل 1942

pronounced ‎[ˈbɛu̯ʐɛt͡s]‏ ) كان معسكرًا إبادة نازي تم بناؤه من قبل قوات الأمن الخاصة بهدف تنفيذ العملية السرية راينهارد، وهي خطة لاستئصال يهود بولندا، وهي جزء رئيسي من «الحل النهائي» الذي تضمن مقتل حوالي 6 ملايين يهودي في المحرقة. تم تشغيل المخيم من مارس 17, 1942 وحتى نهاية يونيو 1943. كان يقع حوالي 0.5 كيلومتر (0.31 ميل) جنوب محطة السكك الحديدية المحلية Bełżec، في Distrikt لوبلان الجديدة من أراضي الحكومة العامة في بولندا التي تحتلها ألمانيا. استمر حرق الجثث التي تم استخراجها على خمس محرقات للجثثفي الهواء الطلق وسحق العظام حتى مارس 1943.
يُعتقد أن ما بين 430,000 و500،000 يهودي قد قتلوا على أيدي قوات الأمن الخاصة في بيتيك.   وهذا ما يجعله ثالث أكبر معسكر للإبادة بعد تريبلينكا وأوشفيتز. نجا سبعة يهود فقط من الإبادة من خلال العمالة عملو في وحدات عمل من سجناء المعسكر في المخيم من الحرب العالمية الثانية؛  وأصبح واحد منهم معروفًا،  بفضل شهادته بعد الحرب المقدمة رسميًا. إن الافتقار إلى شهود قابلين للحياة والذين يمكنهم الإدلاء بشهاداتهم حول طبيعة عمل المعسكر هو السبب الرئيسي وراء عدم المعرفة بالمعسكر بالرغم من العدد الهائل من الضحايا.

## خلفية
في الجمهورية البولندية الثانية، تقع قرية Bełżec بين المدينتين الرئيسيتين في الجزء الجنوبي الشرقي من البلاد بما في ذلك لوبلان 47 ميل (76 كـم) شمال غرب Bełżec، وLwów إلى الجنوب الشرقي ( (بالألمانية: Lemberg)‏، الآن لفيف، أوكرانيا) التي تضم أكبر عدد من السكان اليهود في المنطقة. وقع Bełżec داخل منطقة الاحتلال الألمانية وفقًا للميثاق السوفيتي الألماني ضد بولندا. في الأصل، تم جلب العمال اليهود إلى المنطقة في أبريل عام 1940 لبناء منشآت دفاعية عسكرية للخطة الإستراتيجية الألمانية التي تحمل اسم عملية أوتو ضد التقدم السوفيتي بعد معاهدة الحدود الألمانية السوفيتية بعد الغزو السوفيتي عام 1939.

## وصلات خارجية
- معسكر بيلزك للإبادة على موقع الموسوعة البريطانية (الإنجليزية)

1. ↑  مذكور في: Encyclopedia of Camps and Ghettos, 1933-1945. المُؤَلِّف: متحف ذكرى الهولوكوست بالولايات المتحدة. الناشر: مطبعة جامعة إنديانا. لغة العمل أو لغة الاسم: الإنجليزية. تاريخ النشر: 2009.
2. ↑  Yad Vashem. "Aktion Reinhard" (PDF). Shoah Resource Center. مؤرشف من الأصل (PDF) في 2017-12-15. اطلع عليه بتاريخ 2013-07-01.
3. 1 2  The Holocaust Encyclopedia. "Belzec". United States Holocaust Memorial Museum. مؤرشف من الأصل (Internet Archive) في 2012-01-07. اطلع عليه بتاريخ 2015-05-10.
4. 1 2  ARC (26 أغسطس 2006). "Belzec Camp History". Aktion Reinhard. مؤرشف من الأصل في 2005-12-25. اطلع عليه بتاريخ 2015-04-27.
5. ↑  "Belzec Death Camp Memorial, Poland". Center for Holocaust & Genocide Studies : University of Minnesota. مؤرشف من الأصل في 2017-01-25. اطلع عليه بتاريخ 2015-05-10.
6. ↑  Bergen، Doris (2003). War & genocide: a concise history of the Holocaust Critical issues in history. Rowman & Littlefield. ص. 185. ISBN:978-0-8476-9631-4. مؤرشف من الأصل في 2014-05-07. {{استشهاد بكتاب}}: |عمل= تُجوهل (مساعدة)
7. ↑  "Belzec Death Camp: Remember Me". Alphabetical Listing. Holocaust Education & Archive Research Team. 2007. مؤرشف من الأصل في 2019-05-20. اطلع عليه بتاريخ 2015-04-27.
8. ↑   (بالبولندية) {{استشهاد}}: الوسيط |title= غير موجود أو فارغ (help)